# Zeaxantina

estructura de la zeaxantina.

La zeaxantina 4-[18-(4-hidroxi-2,6,6-trimetil
-1-ciclohexenil)-
3,7,12,16-tetrametil-octadeca-
1,3,5,7,9,11,13,15,17-nonaenil]-
3,5,5-trimetil-ciclohex-3-en-1-ol Número CAS 144-68-3 es un pigmento liposoluble de color amarillo, del grupo de las xantófilas que aparece en las algas, bacterias y plantas superiores (Zea, Crocus) y en la yema del huevo. Su función es la de proteger a la planta contra la radiación solar; esta misma propiedad resulta útil para proteger la retina humana de las radiaciones ultravioleta del sol. 

## Características
La zeaxantina se encuentra en la mácula del ojo humano, al igual que la luteína, con la finalidad de proteger el ojo. La zeaxantina se encuentra principalmente en el centro de la mácula lútea, mientras que la luteína se encuentra mayoritariamente en la periferia. Es necesario mantener ambas sustancias ya que filtran los rayos solares: una baja cantidad de zeaxantina puede ser causa de cataratas.

## Enlace
Johnson et al. 2000. American Journal of Clinical Nutrition 71, 1555-1562